# Plakoglobin
Plakoglobin (Synonyme: Junction Plakoglobin, γ-Catenin) ist ein Strukturprotein von Zellkontakten wie Desmosomen und adherens junctions. Es ist homolog zu Beta-Catenin. Plakoglobin bindet auf der cytosolischen Seite an Zellkontakte und verbindet Cadherine mit dem Zytoskelett.
Eine Mutation des JUP-Gens mit Funktionsverlust führt zum Naxos-Syndrom, das auf der griechischen Insel Naxos verbreitet ist und neben äußerlichen Auffälligkeiten zu einer Herzmuskelerkrankung mit Rhythmusstörungen, einer Arrhythmogenen 
Kardiomyopathie führt.